# HD 82858
HD 82858，又名CP-66 1025，SAO 250611、HR 3813，是一颗恒星，视星等为6.27，位于銀經284.97，銀緯-11.11，其B1900.0坐标为赤經9h 29m 32.5s，赤緯-66° -11.11′ 36″。